# ديفيد هينريكز (لاعب كرة قدم)
ديفيد هينريكز (بالإسبانية: David Henríquez Mandiola)‏ هو لاعب كرة قدم تشيلي في مركز الهجوم، ولد في 12 فبراير 1999 في أنتوفاغاستا في تشيلي. لعب مع نادي أونيفرسيداد كاتوليكا.

## وصلات خارجية
- ديفيد هينريكز (لاعب كرة قدم) على موقع قاعدة بيانات كرة القدم.إي يو (الإنجليزية)
- ديفيد هينريكز (لاعب كرة قدم) على موقع Soccerway.com (الإنجليزية)
- ديفيد هينريكز (لاعب كرة قدم) على موقع عالم كرة القدم.نت (الإنجليزية)